# ツァミコス
ツァミコス(ギリシア語: Τσάμικος、英語：Tsamiko/Tsamikos)はギリシャの伝統的な人気の民族舞踊で、3/4拍子で演奏される。ツァミコスは「チャム人の踊り」を意味する。「クレフテスの踊り」を意味する「クレフティコス」(ギリシア語: Κλέφτικος、英語：Kleftikos)とも呼ばれる。

## 踊り

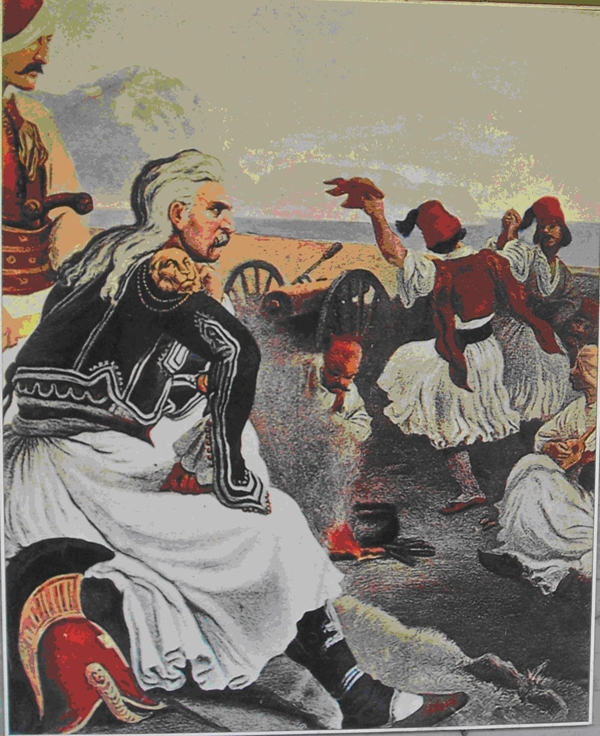
ギリシア独立戦争の時にツァミコスを踊る男性達

ツァミコスは厳格で遅く歩調を強調しないが、踊り手の「姿勢や様式、優雅さ」を重視する。踊り手は手を繋ぎ合い、肘を上向きに90度曲げる。線や円の最初や最後の人を支える人は強い腕力を必要とされる。何故なら隣の人が体重をかけて高い曲芸跳躍をする為だ。この跳躍は右足を蹴り上げ左足がそれを追う事で鋏のような動きをし、着地前に背中で左足を手で叩く。踊りの動きは比較的簡単だが、拍に厳しく従わなければならない。強拍を奏でる為に足を踏み鳴らす事もある。即興を含む多くの歩調の種類があり、踊り手の出身地による。時を越えて多くの種類が作られた。過去には男性だけが踊っていたが、現在では女性も参加する。

## 伝統
ツァミコスはギリシャ史の1821年を強く偲ばせる。今日ではツァミコスは祭りや結婚式で人気の踊りで、特にギリシャ中央部とペロポネソス半島、ゆっくりと踊られるイピロスの田舎で人気である。踊り手がギリシャの伝統衣装のフスタネーラを着る事もある。ツァミコスは国の催事(例：1821年のギリシャ独立戦争開戦記念日)を祝う為に踊られる事が多い。

## 参考資料
- M. and R. Schiel, Volkstänze aus Griechenland. Romiosini 1995.

1. ↑  Hellander Paul, Armstrong Kate. Greece. Lonely Planet, 2006
ISBN 978-1-74059-750-0, p. 67.